# Лівезіле (Алба)
Лівезіле (рум. Livezile) — село у повіті Алба в Румунії. Адміністративний центр комуни Лівезіле.
Село розташоване на відстані 285 км на північний захід від Бухареста, 30 км на північ від Алба-Юлії, 47 км на південь від Клуж-Напоки.

## Населення
За даними перепису населення 2002 року у селі проживали 726 осіб. Рідною мовою 725 осіб (99,9%) назвали румунську.
Національний склад населення села:
| Національність | Кількість осіб | Відсоток |
| -------------- | -------------- | -------- |
| румуни         | 720            | 99,2%    |
| цигани         | 6              | 0,8%     |